# IEEE 802.1
O IEEE 802.1  é um padrão que especifica a relação entre os padrões IEEE e sua interação com os modelos OSI, assim como as questões de interconectividade e administração de redes.
As camadas definidas no modelo OSI são genericamente respeitadas, com várias omissões. As camadas 1 e 2 são geralmente implementadas em conjunto, dando origem às interfaces de rede. Apesar deste tipo de implementação, a distinção entre as camadas 1 e 2 também é, geralmente, bastante clara na prática.
A camada de rede está presente em todas as arquitecturas, contudo, nem sempre com as características apontadas no modelo OSI. Por exemplo, o suporte ao encaminhamento entre tecnologias de ligação lógica e física de diferentes tipos nem sempre é suportado.
| Standard | Date                       | Description                                                                 |
| -------- | -------------------------- | --------------------------------------------------------------------------- |
| 802.1b   |                            | LAN/MAN Management                                                          |
| 802.1D   | 1998, 2004                 | MAC Bridges                                                                 |
| 802.1e   |                            | System Load Protocol                                                        |
| 802.1F   | 1993                       | Common Definitions and Procedures for IEEE 802 Management Information       |
| 802.1G   | 1998                       | Remote MAC Bridging                                                         |
| 802.1H   | 1997                       | Ethernet MAC Bridging                                                       |
| 802.1p   | mutualisé avec 802.1D-2004 | Traffic Class Expediting and Dynamic Multicast Filtering                    |
| 802.1Q   | 1998, 2003, 2005 2011 2014 | Virtual LANs                                                                |
| 802.1r   | Anulada                    | GARP Proprietary Attribute Registration Protocol (GPRP)                     |
| 802.1s   | Unido com a 802.1Q-2003    | Multiple Spanning Trees                                                     |
| 802.1t   | Unido com a 802.1D-2004    | 802.1D Maintenance                                                          |
| 802.1v   | Unido com a 802.1Q-2003    | VLAN Classification by Protocol and Port                                    |
| 802.1w   | Unido com a 802.1D-2004    | Rapid Reconfiguration of Spanning Tree                                      |
| 802.1X   | 2001                       | Port Based Network Access Control                                           |
| 802.1AB  | 2005                       | Station and Media Access Control Connectivity Discovery (LLDP)              |
| 802.1ad  | 2005                       | Provider Bridging                                                           |
| 802.1AE  | 2006                       | MAC Security                                                                |
| 802.1af  | Em curso                   | KeySec                                                                      |
| 802.1ag  | Em curso                   | Connectivity Fault Management                                               |
| 802.1ah  | Em curso                   | Provider Backbone Bridge (PBB)                                              |
| 802.1aj  | Em curso                   | Two Port MAC Relay (TPMR)                                                   |
| 802.1ak  | Em curso                   | Multiple Registration Protocol (MRP)                                        |
| 802.1ap  | Em curso                   | MIBs                                                                        |
| 802.1aq  | 2012                       | Shortest Path Bridging (SPB)                                                |
| 802.1AR  | Em curso                   | Secure Device Identity (DevID)                                              |
| 802.1AS  | Em curso                   | Timing and Synchronization                                                  |
| 802.1Qat | Em curso                   | Stream Reservation Protocol (SRP)                                           |
| 802.1au  | Em curso                   | Congestion Management                                                       |
| 802.1Qav | Em curso                   | Forwarding and Queuing Enhancements for Time-sensitive Streams              |
| 802.1Qaw | Em curso                   | Management of Data-Driven and Data-Dependent Connectivity Faults            |
| 802.1Qay | Em curso                   | Provider Backbone Bridge Traffic Engineering (PBB-TE, également appelé PBT) |
| 802.1Qcc | Em curso                   | System Configuration                                                        |